# 卡通
卡通為英语的音譯，是指圖畫，包含各種非寫實風格以及超脫現實的圖畫藝術，或是故事連環畫和四幅一組的漫畫。卡通可以分成：政論漫畫、滑稽漫畫、科學漫畫、口袋漫畫和連環漫畫書。
從事卡通插圖或漫畫的創作者稱為漫畫家（Cartoonist），根據這些圖畫或漫畫製作成動畫影集的影片繪製者稱為動畫師（Animator）。卡通的定義也隨著國家地區及職業不同而有所差異。在西方的漫畫家們（Cartoonist）所指的卡通，是指插畫圖像、連環漫畫或漫畫插圖。也指在動畫製作時所準備的圖畫。參見動畫#工業。

## 歷史上的卡通

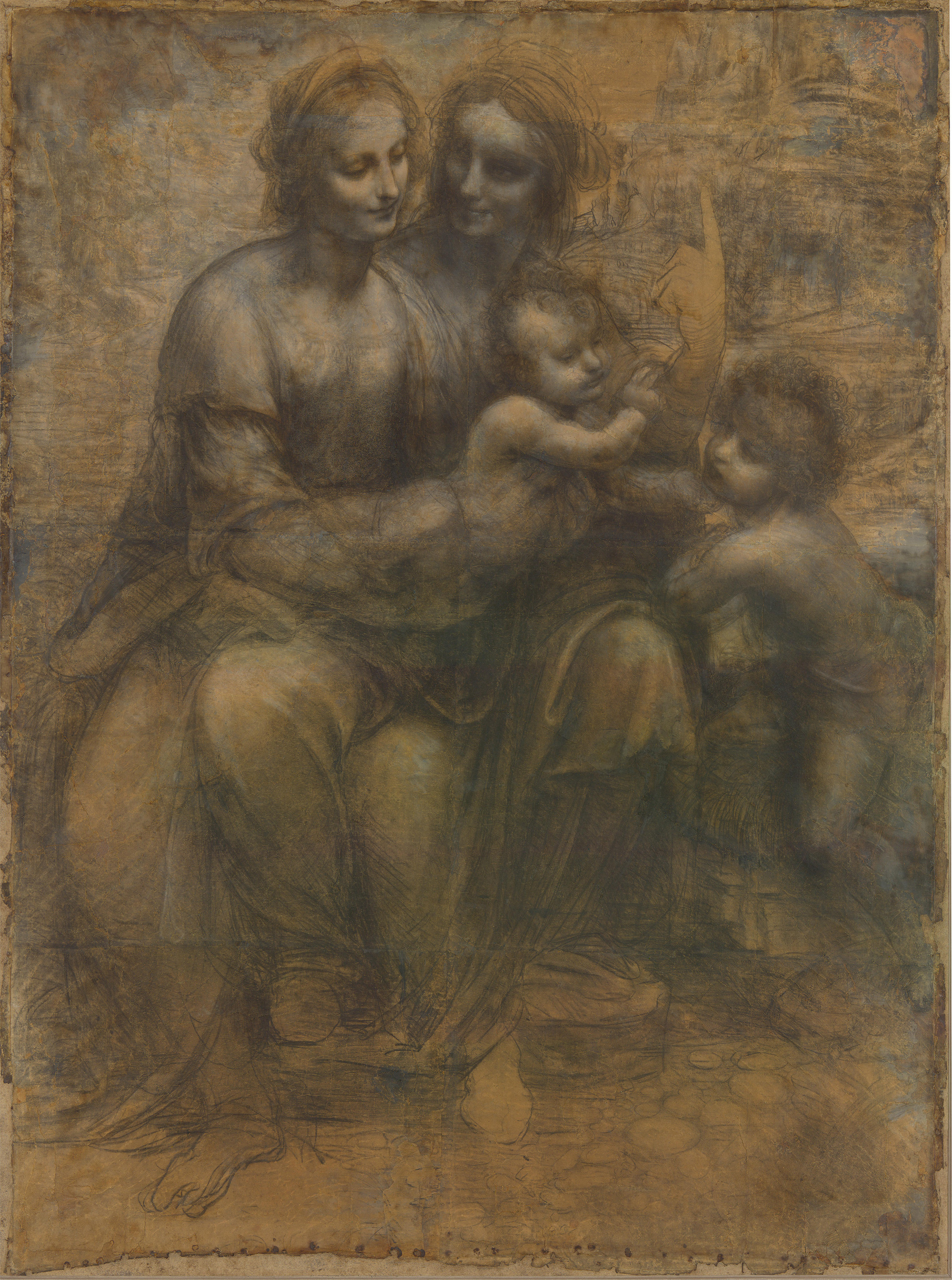
達文西草稿《聖母子與聖安妮、施洗者聖約翰》

在歷史上，卡通來自意大利文“cartone”，是指在紙上繪畫上一比一的草圖，以研究進行進一步的美術創作，如油畫或刺繡地毯。卡通應用在壁畫製作中，亦極為普遍。這樣可以幫助畫家把圖畫的各個部分，準確地畫在灰泥上。卡通始於1754年5月9日由Benjamin Franklin（本傑明·富蘭克林）創作的第一本印有「JOIN, or DIE.」字樣的頭顱蛇插圖，並刊登在美國報紙上。儘管1908年法國卡通漫畫家及動畫師:埃米爾·科爾（ÉmileCohl）的第一部卡通《Fantasmagorie》運用傳統動畫製作的動畫電影問世了，但是直到1940年代後期有大量的卡通被改編成電視動畫節目和電影動畫，因此1940年代後期被稱為卡通的輝煌時代。

## 印刷媒體上的卡通

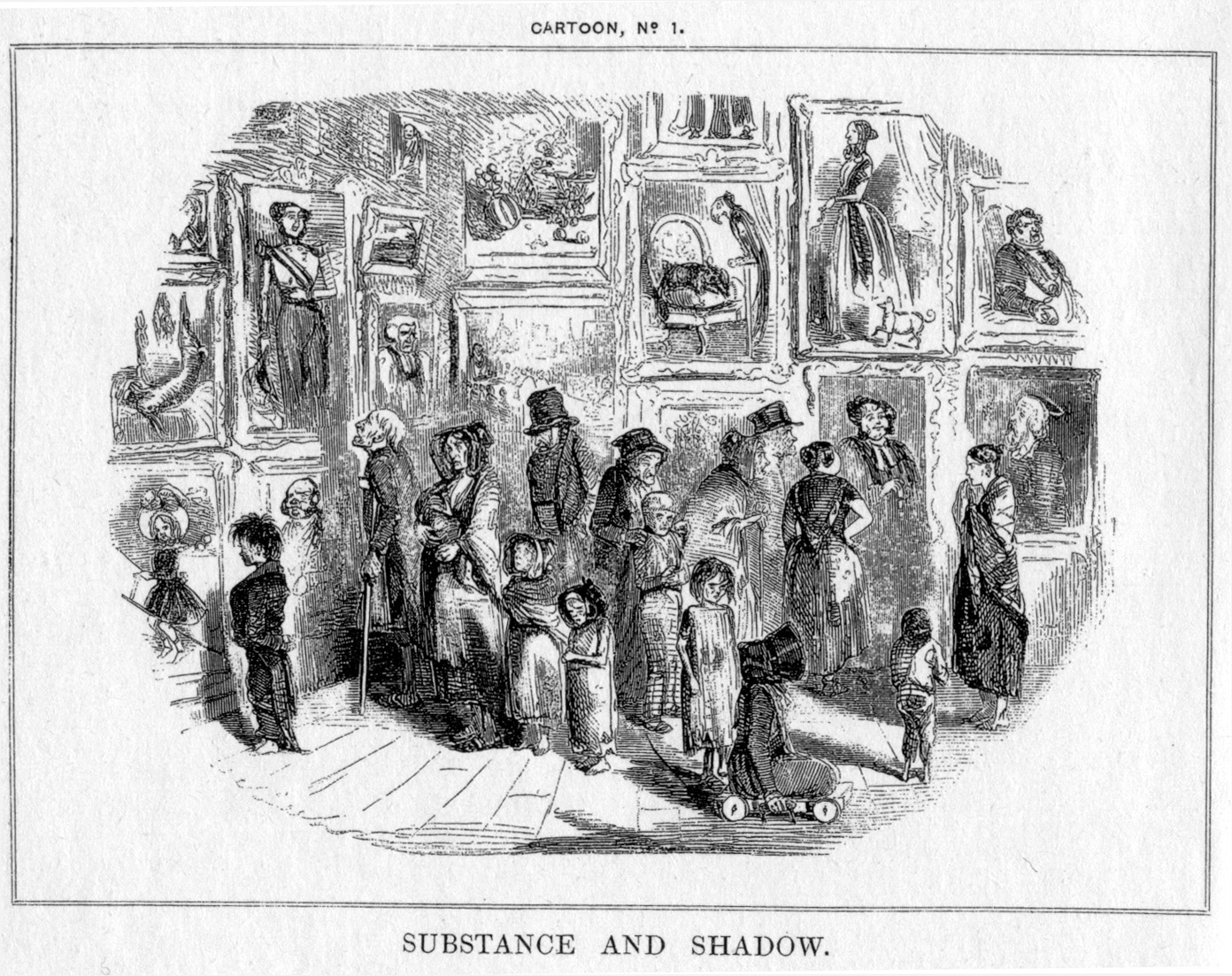
《Cartoon no.1: Substance and Shadow》

《Cartoon no.1: Substance and Shadow》是由莊李治所繪畫一幅卡通，用以諷刺1843年在新的英國國會議事廳裏，為繪畫壁畫作準備而畫的卡通草圖。結果，這作品為「卡通」一詞，賦予了新的意義。在現代印刷媒體，卡通是一種通常有幽默色彩或諷刺性的繪圖。這是在1843年《笨拙雜誌》刊出莊李治等的作品後，而獲賦予的意義。其後，卡通亦指報章、雜誌上的連載四格漫畫。

## 現代圖畫的卡通
由於卡通被改編製成動畫影片，因此衍生卡通動畫這個詞，係藉由動畫的技術在螢幕播送的影集。但是卡通因連載漫畫與早期的動畫電影之關係，而使「卡通」一詞新增動畫電影的意涵。詳細可參見Cartoon Physics。

## 延伸閱讀
1. 2.5D Cartoon Models, by Alec Rivers,Takeo Igarashi,Fredo Durand. ISSN 0730-0301. 2010年7月
2. Cartoon Commentary & “The White Man's Burden”,by Ellen Sebring .2015年7月6日
3. Image Cartoon-Texture Decomposition Using Isotropic, by Ruotao Xu, Yuhui Quan, Yong Xu ,2018年11月10日